# مصطفى نوري باشا
مصطفى نوري باشا (بالتركية: Mustafa Nuri Paşa)‏‏ (ولدَ في 1798 - توفي في 1879) هو سياسي عثماني، تولى منصب والي سالونيك.

## مناصبه
تولى المناصب التالية:
- سرعسكر (1840–1842)
- والي سالونيك (1855–1856)
- وحاكم الحجاز والجيوش العراقية في عام 1859
- والي بغداد في عام 1877 خلفا لعمر باشا ، وجاء بعده أحمد توفيق باشا.
- ناظر المعارف العمومية (1882–1884).